# Štola Jan Evangelista
Štola Jan Evangelista je turisticky zpřístupněný pozůstatek po těžbě stříbrné rudy na severozápadním úbočí Křížové hory u Jiřetína pod Jedlovou v okrese Děčín v Ústeckém kraji.

## Historie těžby stříbra
Štola byla založena v roce 1781, dosahuje délky 460 m, celková délka chodeb je 640 m. Navazovala na další štoly v okolí. V Jiřetíně pod Jedlovou jsou známy čtyři štoly a jedna šachta. Celková délka všech známých chodeb je 800 metrů.
Štola byla vyhloubena v horninách proterozoického stáří - fylitické droby (650 miliónů let). Začátek dolování v Jiřetíně pod Jedlovou byl v 16. století, v celém tolštejnském panství již v 15. století. První písemná zmínka je z roku 1474, další pak z roku 1484, kdy král Vladislav II. Jagelonský povolil Šlejnicům veškeré dolování na tomto panství.
Těžil se zde stříbronosný galenit a chalkopyrit (rudy olova a mědi), vyskytuje se i sfalerit (zinková ruda) a v nepatrné míře arzenopyrit. Rudy byly vázány na kalcitové a křemen-kalcitové žíly. Dále zde byly zastiženy křemenné a křemen-ankeritové žíly bez zrudnění.
Těžba v těchto oblastech nebyla nikdy příliš výnosná, probíhala do vyčerpání žil v první polovině 17. století, na ukončení těžby měl vliv i mor a třicetiletá válka. Další práce se datují na konec 18. století a poslední pokusy o obnovu těžby byly v období 1890 až 1910.

## Veřejné zpřístupnění

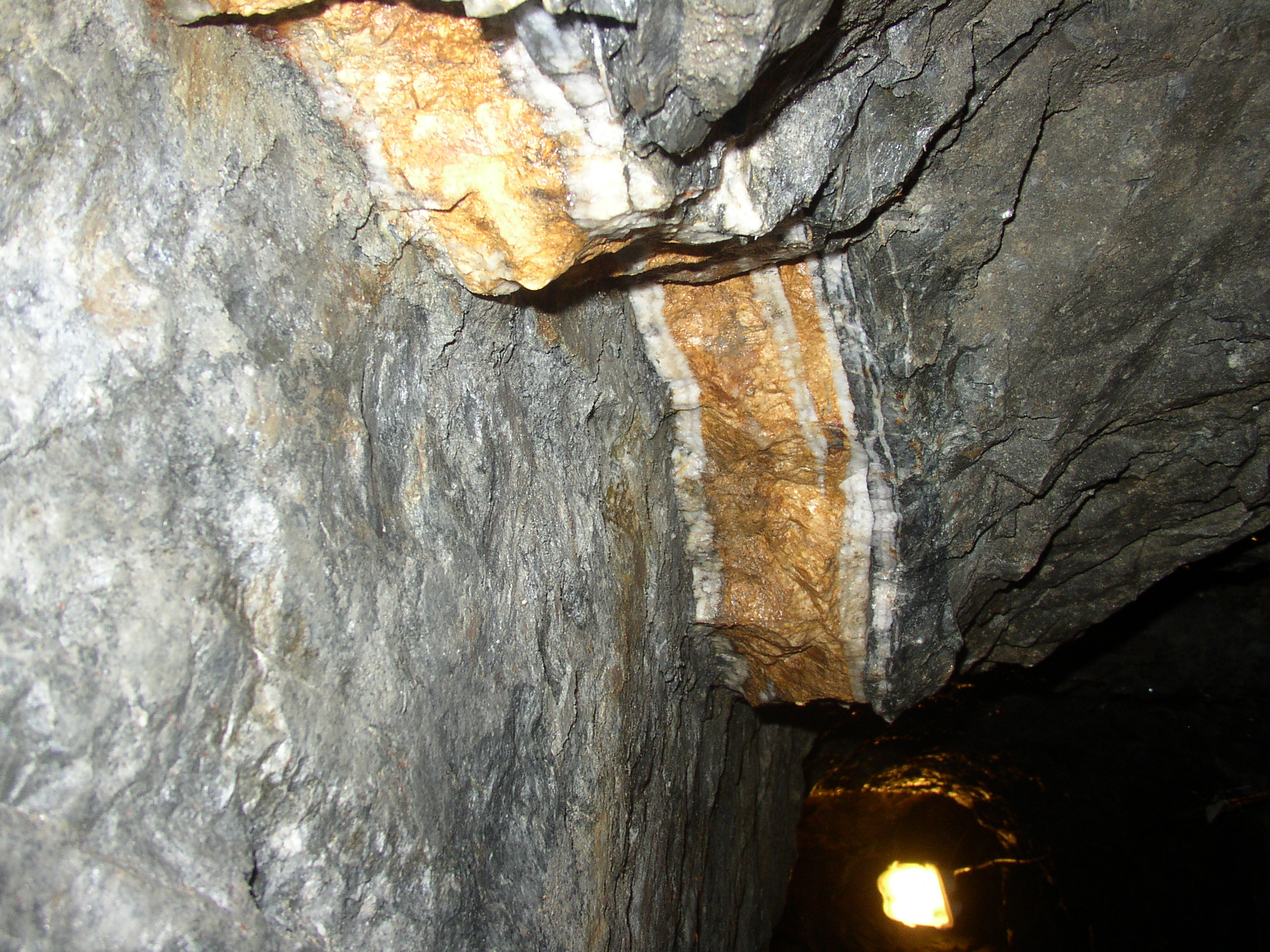
Žíla chalkopyritu ve štole Jana Evangelisty

Pro veřejnost poprvé zpřístupněna Spolkem pro cizinecký ruch v Jiřetíně pod Jedlovou dne 1. května 1935. Její provoz byl ukončen ke konci 2. světové války. Poté byla štola mimo provoz a v polovině 70. let 20. století byl vchod pro havarijní stav odstřelen. Novodobým průzkumem chodeb v roce 1989 byl zjištěn téměř nezměněný stav, a proto bylo rozhodnuto o zpřístupnění části chodeb pro veřejnost. V roce 1992 byl vybudován nový vstup do štoly.
Štola Jan Evangelista byla otevřena dne 7. srpna 1999 pro veřejnost v délce 360 m. Součástí zpřístupněného dolu se stala i štola Kryštof z 1. poloviny 16. století, kde též byl vybudován nový vstup. Dnes slouží jako technická část štoly Jan Evangelista.
Současně se zpřístupněním štoly byla otevřena hornická naučná stezka Údolím Milířky, v roce 1998 bylo otevřeno hornické muzeum v budově bývalé fary v Jiřetíně. Autorem výtvarně zajímavých vstupenek do štoly, muzea i některých dalších objektů v okolí (rozhledna Jedlová, hrad Tolštejn) je místní grafik a fotograf Jiří Stejskal.

## Dostupnost
Štola sv. Jana Evangelisty se nachází asi 700 metrů západně od autobusové zastávky Jiřetín pod Jedlovou, nám. a od místního infocentra. Vchod do štoly leží při silnici druhé třídy č. 264, vedoucí z Varnsdorfu do Rybniště. Nedaleko štoly se na silnici č. 264 napojuje cyklotrasa č. 3052, která dále vede přes Křížovou horu a Jedlovou do Chřibské. Nejbližší železniční zastávkou je Horní Podluží na regionální dráze Rybniště–Varnsdorf. Nejbližší rychlíkovou stanicí je nádraží Rybniště na železniční trati č. 081, vzdálené od štoly zhruba 4,5 km.